# Deux Secondes (film, 1932)
Pour le film de 1998, voir Deux Secondes (film, 1998).
Pour plus de détails, voir Fiche technique et Distribution.
Deux Secondes (titre original : Two Seconds) est un film américain réalisé par Mervyn LeRoy, sorti en 1932.
La structure du film est identique à celle du film Le Dernier Moment (The Last Moment) de Paul Fejos sorti en 1928, qui est un flashback des dernières pensées d'un homme avant sa mort.

## Synopsis
Alors que John Allen, un meurtrier condamné à mort, est conduit à la chaise électrique, un témoin demande au gardien de prison combien de temps il faut au prisonnier pour mourir. On lui répond que cela prendra deux secondes et lorsque le bourreau appuie sur l'interrupteur, les événements qui ont conduit à l'exécution apparaissent en flashback.
John travaille avec son ami et colocataire Bud Clark, comme riveteurs sur les poutres d'un gratte-ciel en construction. Bud, qui est fiancé, essaie de fixer un rendez-vous pour Allen cette nuit-là, mais Allen exprime son désintérêt. Ils sortent en ville après que Bud ait gagné 38 $ en ayant parié une course de chevaux. John voit ensuite arriver la petite amie de Bud ainsi qu'une autre fille. Il décide de les quitter et se rend en taxi dans une salle de danse, où il rencontre la danseuse Shirley Day. Après avoir dansé et parlé avec celle-ci, il lui indique qu'ils devraient continuer à se voir davantage. Puis, ils se séparent et un autre client commence à tripoter Shirley, qui provoque une scène en criant sur le client. John intervient alors et frappe le client au sol. Tony, le propriétaire de la salle de danse, leur dit de sortir et il renvoie Shirley. Le duo va ensuite boire un milk-shake.
Un peu plus tôt, John avait dit à Shirley qu'il attendait d'une femme qu'elle ait des aspirations éducatives, mais Shirley feint la respectabilité, disant à John qu'elle ne travaille dans la salle de danse que pour soutenir ses parents malades, qui vivent dans une ferme de l'Idaho et qu'elle est instruite. Shirley fait ainsi semblant de s'intéresser à une conférence en sa compagnie. Plus tard, Bud proteste auprès de John sur le fait qu'il a rencontré une fille de cabaret, qui n'en veut qu'à son argent. Son argent proteste, arguant de leurs loisirs intellectuels.  John part ensuite rejoindre Shirley, qui décide de l'emmener dans un bar clandestin où elle le saoule avec de l'alcool frelaté.  Sous le coup de l'alcool, le duo commence à parler de leurs sentiments et attentes respectives.  Shirley finit par l'embrasser en le réconfortant grandement avant de se rendre devant un juge de paix pour se marier.
Pensant qu'il est toujours au bar clandestin, John crie pour qu'un serveur lui redonne à boire et le juge de paix estime alors qu'il est trop ivre pour continuer la cérémonie, mais Shirley le soudoie avec 10 $ et indique qu'elle a déjà une bague. Lorsque les nouveaux mariés retournent dans l'appartement, Shirley a une violente dispute avec Bud qui est stupéfait de découvrir que son ami s'est marié. Bud est alors jeté dehors, tandis que Shirley se prépare pour consommer le mariage malgré l'ivresse de son époux John.
Trois semaines plus tard, Bud et John font leur travail dans les gratte-ciel et pendant une pause, ils se disputent à propos de Shirley. Ils finissent par se disputer au point que John se précipite avec colère sur Bud, qui chute mortellement. Après cela, John a perdu son travail et est devenu nerveux et déprimé. Shirley ne cesse de le harceler pour qu'il trouve un nouveau job et se moque de lui. Elle lui demande ensuite s'il a une assurance et un docteur est appelé pour lui donner un tonique. Il affirme à Shirley que son état n'est pas dû à ses nerfs, mais est d'ordre psychologique. Plus tard, lorsque Shirley met une nouvelle robe avec de nouveaux bas, son mari lui demande comment elle les a obtenus. Elle lui répond que c'est Tony qui les lui a fournis. Alors qu'ils se disputent, Lizzie, la femme de ménage, les informe que la propriétaire est après eux pour le loyer. John indique qu'ils doivent reporter cela et payer plus tard. Lizzie indique qu'ils vont se faire mettre à la rue. Shirley sort alors une pince à billets de son bas, ce qui intrigue son époux. Elle dit ensuite à John qu'elle essaie de trouver un emploi à la salle de danse grâce à l'ex-petite amie de Bud, Annie, qu'elle a rencontré aux funérailles. John la met en garde de laisser Annie tranquille, mais son épouse se moque de lui en lui jetant à la figure un billet d'un dollar.
Avec son unique billet, John parie sur les chevaux en utilisant des techniques de paris multiples. Plus tard, le bookmaker hippique arrive à son appartement pour l'informer qu'il a gagné la somme de 388 dollars. Il décide alors qu'il va continuer de parier ainsi et se dirige ensuite délibérément vers la salle de danse de Tony, où il trouve Shirley dans les bras de ce dernier. John lui glisse 162 $ dans les mains, que Tony ne veut pas, puis se tourne vers Shirley pour lui dire ses quatre vérités. Craignant pour sa vie, Shirley se tourne vers Tony paniquée. On voit le visage de John, en gros plan, perturbé et en sueur. Il la menace de la tuer.
Lors de son procès, John déclare qu'il aurait dû mourir quand il était au plus bas et vivait, comme un rat, aux crochets de Shirley. Il fait encore une énième allocution pitoyable en disant que ce n'est pas juste d'épargner "un rat" et de condamner un homme. Le juge l'informe qu'il aurait pu plaider la folie, mais ayant choisi de ne pas le faire, la sentence est la mort.

## Fiche technique
- Titre français : Deux Secondes
- Titre original : Two Seconds
- Réalisation : Mervyn LeRoy
- Scénario : Harvey F. Thew d'après la pièce d'Elliott Lester
- Photographie : Sol Polito
- Montage : Terry O. Morse
- Direction artistique : Anton Grot
- Société de production : First National Pictures
- Société de distribution : Warner Bros.
- Pays d'origine : États-Unis
- Format : Noir et blanc — 35 mm — 1,37:1 — Son : Mono
- Genre : Film dramatique
- Date de sortie : 1932

## Distribution
- Edward G. Robinson : John Allen
- Vivienne Osborne : Shirley Day
- Guy Kibbee : Bookie
- Preston Foster : Bud Clark
- J. Carrol Naish : Tony
- Frederick Burton : Juge
- Harry Beresford : Docteur
- Dorothea Wolbert : Lizzie
- Berton Churchill : le directeur
- Parmi les acteurs non crédités :
- Otto Hoffman : S.J. Peters
- Luana Walters : Tart
- Harry Woods : l'exécuteur